# Santa Rosa, Siltepec
Santa Rosa är en ort i Mexiko.   Den ligger i kommunen Siltepec och delstaten Chiapas, i den sydöstra delen av landet, 800 km sydost om huvudstaden Mexico City. Santa Rosa ligger 1 824 meter över havet och antalet invånare är 159.
Terrängen runt Santa Rosa är kuperad norrut, men söderut är den bergig. Runt Santa Rosa är det ganska glesbefolkat, med 50 invånare per kvadratkilometer. Närmaste större samhälle är El Porvenir de Velasco Suárez, 19,5 km sydost om Santa Rosa. I omgivningarna runt Santa Rosa växer huvudsakligen savannskog.